# Porricondyla minuta
Porricondyla minuta är en tvåvingeart som beskrevs av Dali Chandra 1993. Porricondyla minuta ingår i släktet Porricondyla och familjen gallmyggor.
Artens utbredningsområde är Uttar Pradesh (Indien). Inga underarter finns listade i Catalogue of Life.